# Neorastia albicostella
Neorastia albicostella är en fjärilsart som beskrevs av Hans Georg Amsel 1954. Neorastia albicostella ingår i släktet Neorastia och familjen mott. Inga underarter finns listade i Catalogue of Life.